# Wiktor Wacław Starzeński
Wiktor Wacław Starzeński herbu Lis (ur. 26 września 1826 w Strabli, zm. 31 maja lub 1 czerwca 1882 w Petersburgu) – wnuk Michała Hieronima, hrabia, ziemianin, marszałek szlachty guberni grodzieńskiej, działacz polityczny, oficer rosyjski.

## Życiorys
Jako młody chłopak mieszkał z rodzicami i rodzeństwem w Hnilicach koło Zbaraża w Galicji. Dużo podróżował po Europie. Był między innymi w Austrii, we Włoszech, we Francji i Niemczech. Od 1842 roku kształcił się w Kolegium OO. Jezuitów we Fryburgu w Szwajcarii. Po powrocie do kraju zaciągnął się do pułku kawalergardów gwardii cesarskiej. Szybko awansował. Dla miłości porzucił dobrze zapowiadającą się karierę wojskową. Został zdegradowany i zesłany na Kaukaz, do griebeńskiego liniowego pułku kozackiego. Ponownie awansował. Za odwagę w walce z kaukaskimi góralami został odznaczony orderem Św. Jerzego.
W 1850 roku uzyskał zgodę na zwolnienie ze służby. Powrócił do rodzinnej Strabli. Zajął się gospodarowaniem i działalnością publiczną. W 1856 roku został wybrany na marszałka powiatowego szlachty białostockiej. Uczestniczył w przygotowaniu projektów reformy uwłaszczeniowej. W 1861 roku objął obowiązki marszałka gubernialnego grodzieńskiego. Postulował tworzenie w guberniach litewskich towarzystw naukowych i gospodarczych, zaprzestanie dyskryminacji Kościoła katolickiego czy też dopuszczenie większej liczby Polaków do stanowisk w administracji. W maju 1862 roku uczestniczył w zjeździe szlachty litewskiej. Należał do grona przywódców obozu „białych”. Otrzymał propozycję objęcia stanowiska prezydenta Warszawy, którą odrzucił.
W latach następnych brał udział w kolejnych zjazdach szlachty litewskiej. Był na audiencji u cara Aleksandra II. W czasie spotkania postulował przywrócenie instytucji z czasów panowania Aleksandra I, zakładanie banków, towarzystw kredytowych, rolniczych, naukowych i literackich. W odpowiedzi car Aleksander II obiecał rozważyć przedłożone propozycje. Odrzucał jednak stanowczo idee reaktywowania Uniwersytetu Wileńskiego. Po wybuchu Powstania Styczniowego wyjechał do Grodna. Krytykował władze carskie ogłaszając bankructwo polityki ugody. Oskarżony o kierowanie pierwszą fazą powstania na Litwie został skazany na rok więzienia, a następnie na zesłanie do guberni permskiej. W 1864 roku za wstawiennictwem matki zmieniono mu miejsce zesłania na gubernię woroneską, a następnie ułaskawiono. Zamieszkał wraz z rodziną w Warszawie.
W wyniku represji po powstaniowych stracił większość włości. W 1869 roku przeniósł się do Galicji.

## Rodzina
W 1853 roku ożenił się w Wiedniu z Marią Aurorą de Bezzi, córką Aloisa, konsula austriackiego w Madrycie. Para miała ośmioro dzieci:
- Andrzej Wiktor Marian (1854–1920)

∞ Maria Zuzanna Benisławska (1869–1939)
- Maciej Maurycy Marian (1855–1909)

∞ Anna Klug
- Waldemar Włodzimierz Marian (1859–1904)

∞ Irena Głowińska
- Marian Kazimierz (1865–1943)

∞ Aleksandra Maria Lacocka (1868–1951)
- Zofia Ludwika (1866–1919)

∞ Leonard Starzeński
- Maria Gabriela (1868–1894)

∞ Juliusz Tarnowski
- Adam Grzegorz (1872–1925)

∞ Adamina Czosnowska (1882–1976)
- Aleksander Tadeusz (1874–1923)

∞ Romelia Joanna Rutgers van der Loeff